# Dirhinus linearis
Dirhinus linearis är en stekelart som först beskrevs av Masi 1927.  Dirhinus linearis ingår i släktet Dirhinus och familjen bredlårsteklar. Inga underarter finns listade i Catalogue of Life.